# 71-932
71-932 «Невский» — трёхсекционный шестиосный трамвайный вагон челночного типа с полностью низким уровнем пола, созданный «ПК Транспортные системы». Выпускается на Невском заводе электрического транспорта. Является двухсторонней модификацией трамвая «Витязь» и его модернизации «Витязь-М».

## История
Трамвай 71-932 «Невский» создан на базе вагонов модели 71-931М «Витязь-М». Впервые использовался на маршруте № 30 от Ладожского вокзала ( м. "Ладожская" — м. "Новочеркасская" — "пл. Александра Невского") в режиме челночного движения, по аналогии с «Чижиком».

### Презентация (18.01.2023)
Новый трамвай показали 18 января 2023 года на Невском заводе электротранспорта. «Невский» разрабатывался по заказу Санкт-Петербурга с учётом особенностей трамвайной сети города. Также были показаны этапы сборки трамвайных вагонов.
«Этот вагон — уникальное технологическое решение, созданное специально для Петербурга. Название „Невский“ было выбрано неслучайно: трамвай был разработан и собран в городе на Неве, и, надеюсь, он станет одним из узнаваемых символов города», — заявил генеральный директор компании «ПК Транспортные системы» Александр Дубровкин.
В трамвае использован нестандартный дизайн светового оборудования — горизонтальные ходовые огни и низкое расположение остальных элементов.

### Презентация (01.09.2024)
1 сентября на Невском заводе электрического транспорта в Санкт-Петербурге прошла презентация трамвая, который будет использоваться на концессионной трамвайной линии «Славянка». Вагон выполнен в морском стиле с бирюзовыми и оранжевыми элементами, символизирующими реки и каналы города, а также восход и закат солнца.
На мероприятии присутствовали заместитель председателя правительства РФ Виталий Савельев, министр транспорта РФ Роман Старовойт и губернатор Санкт-Петербурга Александр Беглов. Генеральный директор «ПК Транспортные системы» Александр Дубровкин рассказал о технических характеристиках трамвая, его вместимости и современном оборудовании.
Трамвай «Невский» станет первым из 22 вагонов, предназначенных для линии «Славянка». Он обладает низким полом, двумя кабинами и возможностью эксплуатации без разворотных колец. Ожидается, что первые 10 трамваев выйдут на маршрут после запуска первого участка линии, а остальные 12 — после завершения второго этапа строительства.
Трамвай 71-932.03 оборудован системой АЛС-АРС для скоростного трамвая  Волгограда. 
1 вагон вышел в сентябре 2024 года, а всего поставлено 12 трамвайных вагонов этой модели.

## Выпуск
Трамваи производятся на Невском заводе электротранспорта, входящем в ПК «Транспортные Системы».
Поставка трамваев «Невский» осуществляется в рамках заключенных в 2022 и 2023 годах контракта ПКТС, Комитета по транспорту и СПб ГУП «Горэлектротранс». Согласно ему, в 2023 году должны быть поставлены 39 вагонов, из которых 28 должны быть оборудованы по стандартам ООО «ТКК» для работы на сети «Чижик», что предполагает установку системы СЦБ, мониторинга диспетчерской, приоритетного проезда перекрёстков и оперативной связи. Планируется поставка 22 вагонов в рамках заключённого контракта между ПКТС и ООО «Балтнедвижсервис». 

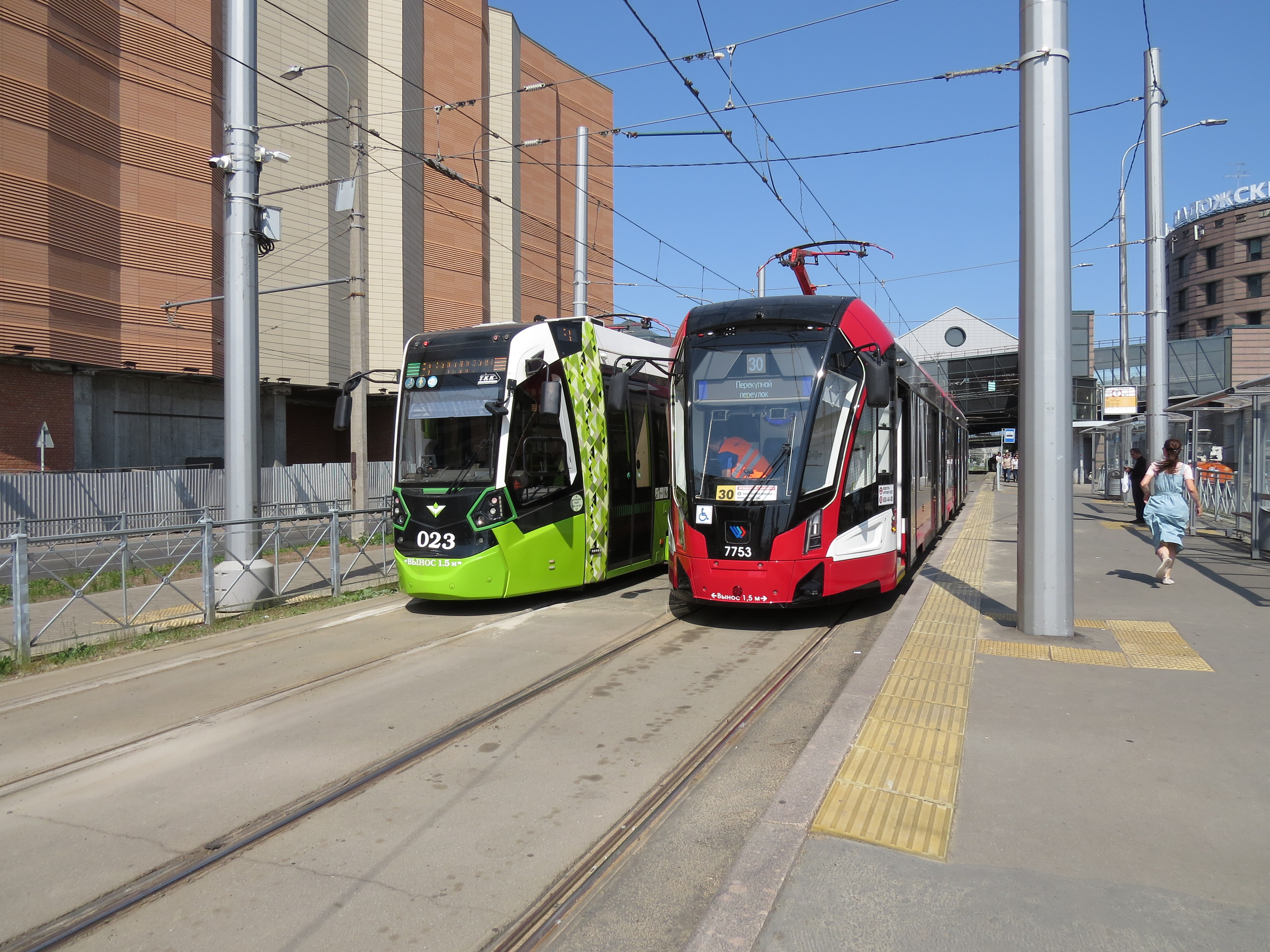
71-932 «Невский» и Stadler B85600M на Ладожском вокзале

Планируется поставка трамваев «Невский» в Волгоград, в рамках заключенного в 2023 году контракта ПКТС и АО «ЭлектроТранспортПлюс». Согласно ему, в 2024 году будут поставлены 12 вагонов.

## Эксплуатирующие города
С 2024–2025 годов они будут введены в эксплуатацию в Санкт-Петербурге и Волгограде.
С момента закрытия станции метро «Ладожская» и по сей день, «Невские» обслуживают маршрут № 30 и 10, № 30 соединяющий станцию метро со станциями «Новочеркасская» и «Площадь Александра Невского».Также и другие челночные маршруты трамвайного парка
Предполагается, что трамваи «Невский» смогут эксплуатироваться при ремонтах на отдельных участках трамвайной сети, разворачиваясь на специально укладываемых пошёрстных съездах.

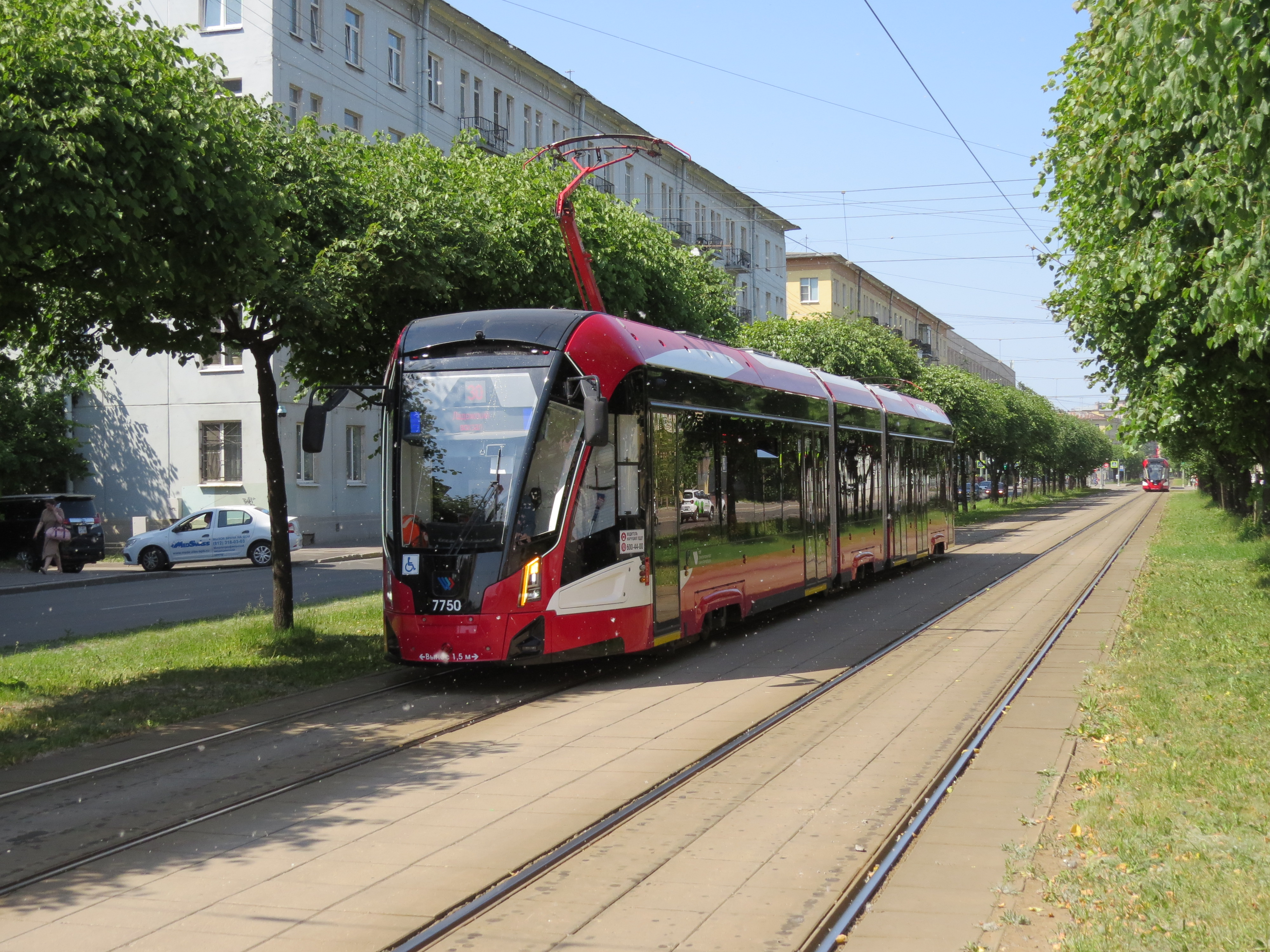
71-932 «Невский», маршрут № 30

Трамвай 71-932 "Невский" проходит обкатку на маршруте № СТ2

С 31 октября 2024 эксплуатируется в Волгограде на маршруте скоростного трамвая № СТ2

## Технические характеристики
Новая модель была разработана специально для Санкт-Петербурга по техническому заданию «Горэлектротранса».
Трамвай приспособлен для работы в челночном режиме — он снабжён двумя кабинами, двумя пантографами и дверями по обеим сторонам от корпуса. Обладая возможностью двустороннего движения трамвай может обслуживать маршруты без посещения конечных кольцевых станций.
Вместимость трамвая — 205 человек, 52 места для сидения.

## Конструкция
Кузов трамвайного вагона выполнен из алюминиевого сплава, что, по словам директора «Горэлектротранса» Дениса Минкина, позволило увеличить срок эксплуатации и снизить потребность в ремонте. Кроме этого, это позволило уменьшить массу вагона на 3 тонны.
Установлена также система пассивной безопасности, распределяющая нагрузку от столкновения по всему корпусу и уменьшающая тяжесть травм пассажиров и водителя.

### Тележки
Трамвай 71-932 опирается на три моторные двухосные низкопольные тележки. Первая и последняя тележки поворотные, а вторая (промежуточная) — неповоротная.

### Электрооборудование
На трамвай установлено электрооборудование «Канопус». В качестве тяговой батареи применены гелевые аккумуляторы, что позволило увеличить автономность хода до 3 км при полной загрузке. Кроме этого, предусмотрена возможность установки ионисторов, хотя на действующих образцах они не применяются.
Трамвай оснащён автопилотом и круговым обзором вагона. Штатно трамваи комплектуются планшетами для связи с диспетчером. Также установлен автоматический стеклоочиститель с датчиком дождя.
На входных группах установлен подогрев для избежания образования наледи.

### Интерьер
Салон трамвая оборудован 7 USB-разъёмами, мультимедийными информационными панелями, кронштейнами для велосипедов и инвалидов.

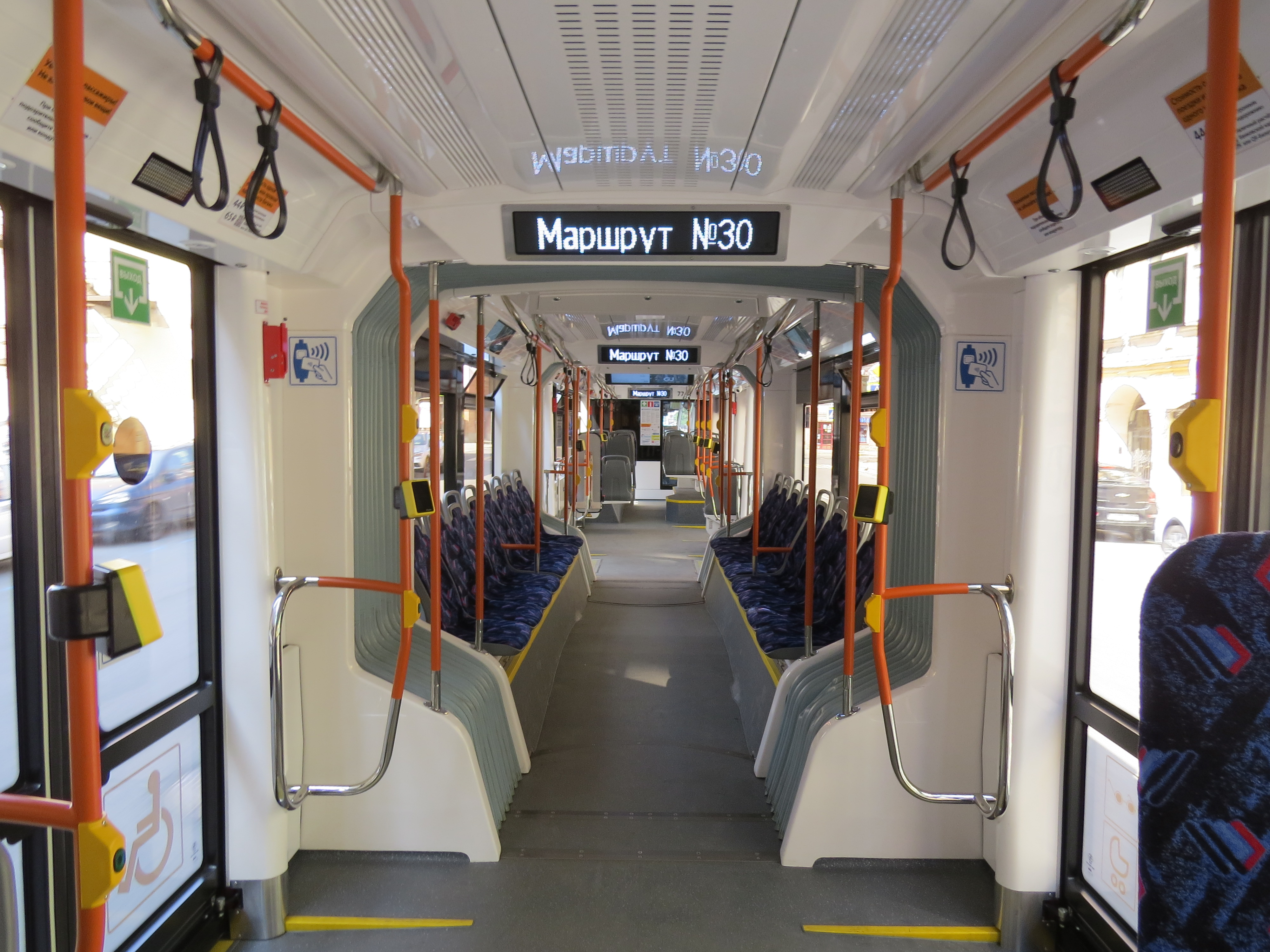
Салон трамвая
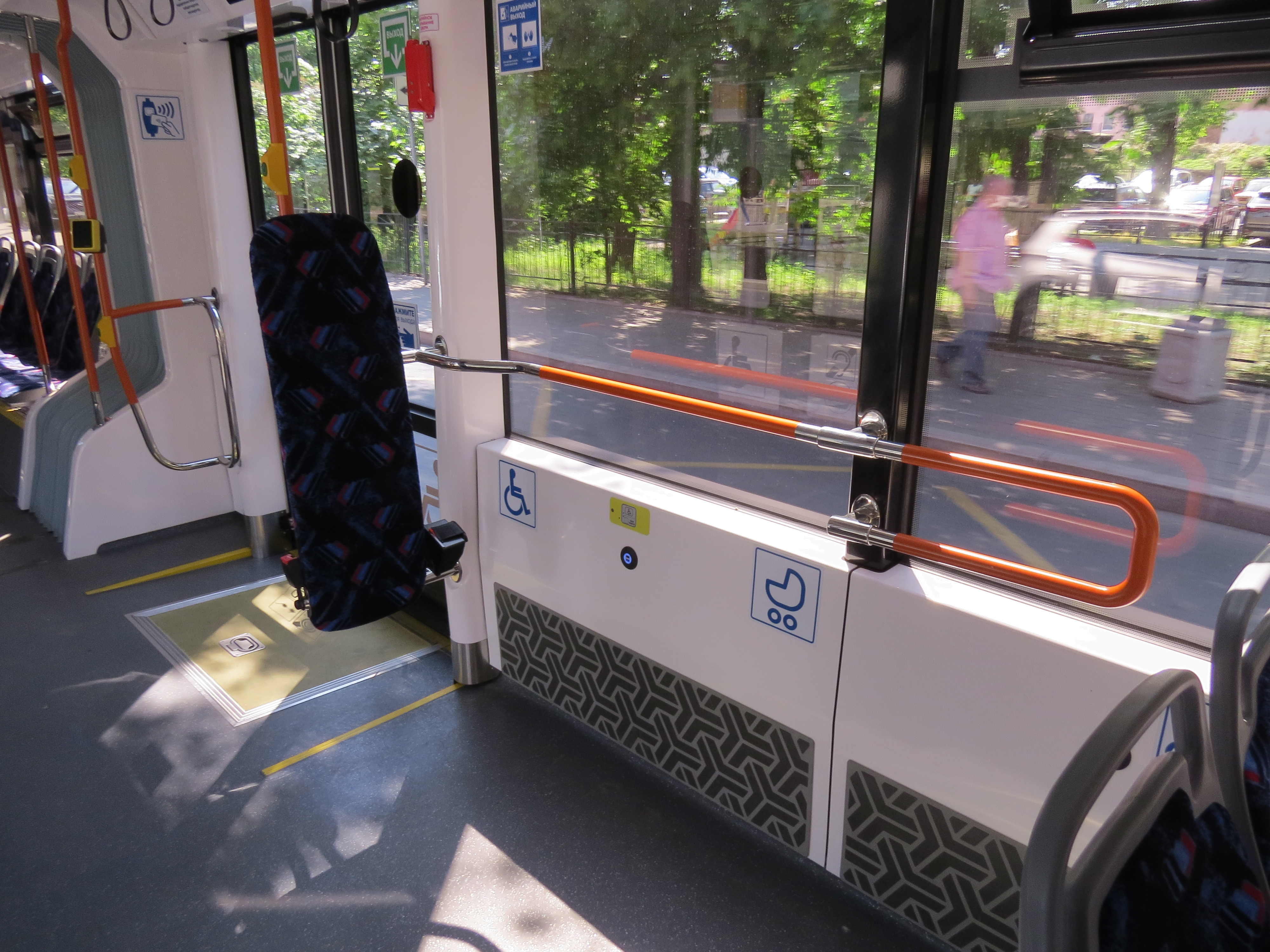
Место для инвалидов, колясок и велосипедов